# Eiconaxiopsis
Eiconaxiopsis is een geslacht van kreeftachtigen uit de klasse van de Malacostraca (hogere kreeftachtigen).

## Soort
- Eiconaxiopsis heinrichi Sakai, 2011